# So much fun
So Much Fun е студиен албум на американският хип-хоп изпълнител Йънг Тъг (на английски: Young Thug). Той е публикуван на 16 август 2019 година, от звукозаписните компании 300 Entertainment и Atlantic Records. В албума са включени песни, в които участват изпълнителите Future, Machine Gun Kelly, Gunna, Lil Baby, Lil Uzi Vert, Lil Duke, 21 Savage, Doe Boy, Lil Keed, Quavo, Juice Wrld, Nav, J. Cole, и Travis Scott. Най-успешни са песните The London и Hot.
So Much Fun получава позитивни отзиви и дебютира на върха на американските класации Billboard 200, превръщайки се в първия албум на Йънг Тъг, дебютирал на първо място в класациите.

## Публикуване и популяризиране
Първоначално албумът се казва GOLFMOUFDOG, но артистът го преименува и разкрива новото име в интервю с Adam22. Малко по-късно Йънг Тъг уточнява името на албума в социалните мрежи.

## Сингли
Водещият сингъл The London, включващ артистите J. Cole и Travis Scott, се издига на 12-о място в класациите на Billboard Hot 100. Ремиксът на сингъла Hot достига 11-о място в същата класация.

## Обложка
Обложката за албума е създадена от нашвилски артист. Тя включва 803 подредени мини-версии на Йънг Тъг, които оформят неговото лице.